# Médaille pour service méritoire dans les affaires intérieures
La médaille pour service méritoire dans les affaires intérieures est la récompense de l'État de la République d'Azerbaïdjan.

## Histoire
Le prix a été créé, le 21 avril 2006.

## Décoration
La médaille pour service méritoire dans les affaires intérieures est en bronze, conçue sous la forme d'une plaque.